# Peter Sundius
Peter Sundius, född 1725, död 1786, blev medicine doktor 1757 i Uppsala och begav sig följande år till Norge, där han blev stadsläkare i Kristiania följande år.